# Luhy (Prosenická Lhota)

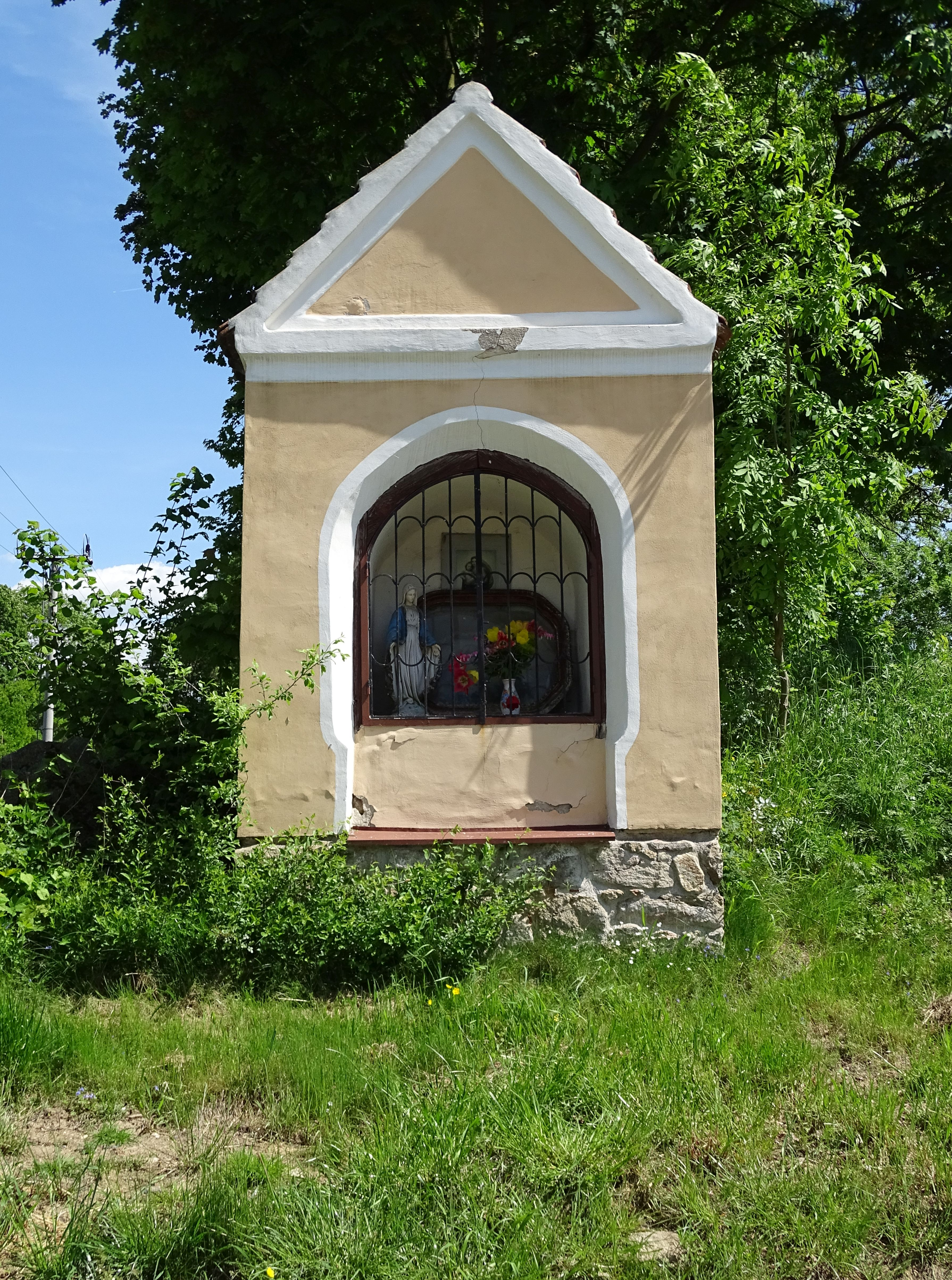
Výklenková kaplička u zastávky

Luhy jsou malá vesnice, část obce Prosenická Lhota v okrese Příbram ve Středočeském kraji. Nachází se asi jeden kilometr jižně od Prosenické Lhoty. Je zde evidováno 33 adres. V roce 2011 zde trvale žilo 66 obyvatel.
Luhy leží v katastrálním území Luhy u Prosenické Lhoty o rozloze 2,12 km².

## Historie
První písemná zmínka o vesnici pochází z roku 1684.
Za druhé světové války se ves stala součástí vojenského cvičiště Zbraní SS Benešov a její obyvatelé se museli 31. října 1943 vystěhovat.

## Obyvatelstvo
| Rok            | 1869 | 1880 | 1890 | 1900 | 1910 | 1921 | 1930 | 1950 | 1961 | 1970 | 1980 | 1991 | 2001 | 2011 | 2021 |
| -------------- | ---- | ---- | ---- | ---- | ---- | ---- | ---- | ---- | ---- | ---- | ---- | ---- | ---- | ---- | ---- |
| Počet obyvatel | 146  | 125  | 119  | 110  | 108  | 111  | 111  | 91   | 85   | 64   | 60   | 67   | 65   | 66   | 81   |
| Počet domů     | 18   | 18   | 19   | 19   | 19   | 19   | 20   | 19   | 19   | 19   | 16   | 19   | 21   | 25   | 30   |

## Pověsti
Za vsí se v terase nachází kříž, který byl postavený na památku dvou vojenských dezertérů z napoleonských válek. Dva vojáci z armády císaře Napoleona se dostali do Luh. O pomoc prosili v Budákově chalupě. Byli hladoví, nemocní, v otrhaných uniformách se třásli zimou. Hospodář se nad nimi slitoval a poskytl jim přístřeší a jídlo. Lámaně vyprávěli, co kde zažili. Ale druhého dne se jejich zdravotní stav velice zhoršil. Bezvládně leželi a přes veškerou poskytnutou péči zemřeli. Místní se báli je odvést na hřbitov, tak je pochovali za vsí v úvozové cestě. Přes půl století tam byla ta těla pochovaná. Jednou za prudké bouře, kdy se spousta vody valila úvozem, vyplavila dvě lidské kostry. Místní je pohřbili na hřbitově. V úvoze postavili teras a nechali tam zhotovit kříž.
Jednou se tímto úvozem vracela místní výměnkářka z lesa, kde sbírala šišky. Najednou měla pocit, že se na cestě u křížku něco třpytí. Zpozorněla, popošla blíž a ještě víc se sehnula pod těžkou nůší. Uviděla zlaťák, po chvíli další. Zanedlouho jich posbírala celou hrst. Se svým nálezem se pochlubila ve vsi, ale i když mnozí hledali, nikdo již takové štěstí neměl.